# 黑河学院
黑河学院是一所位于中华人民共和国黑龙江省黑河市爱辉区的省属普通高等院校，是黑河市第一所普通高校。它的前身是成立于1960年的黑河师范学校（中专），后与黑河电大、教育学院等合并，成为齐齐哈尔大学黑河分校，2004年5月，从齐齐哈尔大学中独立，中华人民共和国教育部正式批准黑河学院成为普通高校。因邻近中俄边境，黑河学院也自称为“北疆国门大学”。